# Theodor Danegger
Theodor Danegger, född 31 augusti 1891 i Lienz, Österrike-Ungern, död 11 oktober 1959 i Wien, Österrike, var en österrikisk skådespelare. Han medverkade från 1930-talet till sin död 1959 i cirka 75 filmer. Han var bror till skådespelarna Mathilde Danegger och Josef Danegger.

## Filmografi, urval
- 1932 – Pensionatets lockfågel
- 1933 – Unga röster
- 1939 – Ett hopplöst fall
- 1940 – Min flicka bor i Wien
- 1940 – Operett
- 1940 – Två människor
- 1941 – Kärleksduellen
- 1942 – Den gudarna älska
- 1948 – Den himmelska valsen
- 1955 – Fjärrskådaren
- 1957 – Greven av Luxemburg
- 1957 – Ett äventyr i Salzburg
- 1959 – Arzt aus Leidenschaft